# Bone Crusher
Wayne Hardnett, (Atlanta, Georgia, 23 de agosto de 1971) conocido como BoneCrusher es un rapero que reside en Atlanta, una de las cunas del Southern Rap.

## Biografía
Antes de este éxito, Bone Crusher formaba parte, junto con Baby B y Bizar, de Lyrical Giants, una crew que trabajó con Too Short y Erick Sermon, a finales de los 90. Tanto Baby B como Bizar aparecieron en su álbum debut. 
Este MC tuvo unos inicios complicados antes de dar con Jermaine Dupri y su sello So So Def.
Debutó en 2003 con su álbum AttenCHUN!. Que incluye el sencillo "Never Scared" con T.I. y Killer Mike. Hay un remix de la canción con Cam'Ron, Jadakiss & Busta Rhymes, el cual también tiene vídeo. Bone Crusher ha colaborado en canciones con Youngbloodz, David Banner, Young Jeezy, Trillville y T-Pain.
Debido a que Dupri se trasladó a Def Jam Island tuvo que abandonar So So Def e irse a Body Head Entertainment. Esto provocó que el disco que tenía previsto lanzar para 2004/2005, el cual iba a llavar por nombre Fight Music, se cancelase.
Una vez establecido en Body Head Entertainment, lanzó al mercado (en el verano del 2006) su segundo álbum; Release the Beast. El cual no obtuvo notoriedad en las listas. Ningún sencillo salió de este disco.
Ha realizado muchas apariciones en los videos musicales de artistas; como Put Yo Hood Up de Lil' Jon & The Eastside Boyz, Pon De River de Elephant Man, Move Bitch de Ludacris y Play No Games de Lil' Jon & The Eastside Boyz, como más destacados. También apareció en el videojuego Def Jam Fight for NY de 2004 como personaje jugable .

## Discografía

### LP
| Información de disco |
| -------------------- |
| AttenCHUN!           |
| Release the Beast    |
| Free                 |

### Mixtapes
- 2006: Bad to the Bone
- 2009: Planet Crusher

## Singles

### Propios
| Año  | Canción                                       | Posición | Posición | Posición | Álbum                   |
| Año  | Canción                                       | U.S.     | U.S. R&B | U.S. Rap | Álbum                   |
| ---- | --------------------------------------------- | -------- | -------- | -------- | ----------------------- |
| 2003 | "Never Scared" (featuring T.I. & Killer Mike) | 26       | 8        | 6        | AttenCHUN!              |
| 2004 | "Take Ya Clothes Off" (con Ying Yang Twins)   | -        | 67       | -        | Fight Music (Cancelado) |

### En colaboración
| Año  | Canción                                                           | Posición     | Posición | Posición | Álbum            |
| Año  | Canción                                                           | U.S. Hot 100 | U.S. R&B | U.S. Rap | Álbum            |
| ---- | ----------------------------------------------------------------- | ------------ | -------- | -------- | ---------------- |
| 2004 | "Break Bread" (I-20 feat. Ludacris & Bonecrusher)                 | –            | 78       | –        | Self Explanatory |
| 2004 | "Lighter" (Anthony B feat. Wyclef Jean & Bonecrusher)             | –            | -        | –        | Untouchable      |
| 2006 | "Wobble & Shake It" (Tango Redd feat. Bonecrusher & David Banner) | –            | -        | –        | "Desconocido"    |

## Apariciones

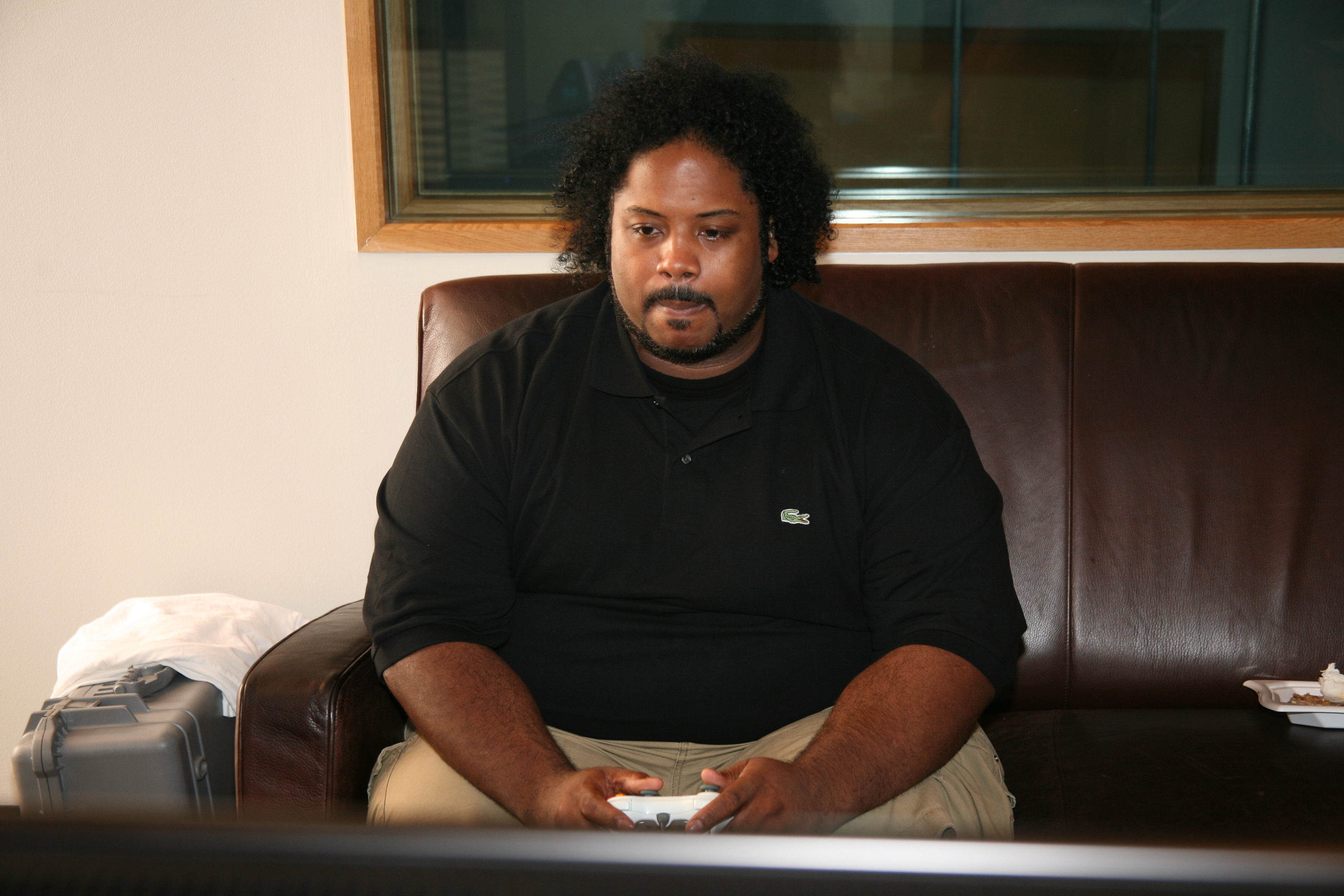
Bone Crusher jugando a la Xbox 360 en 2007.

- Young Jeezy - Take It To The Floor
- T-Pain - Goin Thru A Lot
- I-20 - Break Bread (con Ludacris)
- Mariah Carey - The One (So So Def Remix)
- Kelis - Throw It Up
- Lil' Skeeter - I Don't Like Dat
- Three Days Grace - Just Like Wylin
- Fozzy - It's A Lie
- Theodore Unit - Who Are We
- Techniec - What You Say
- J-Kwon - Tipsy (Remix) (con Daz Dillinger, Youngbloodz & Da Brat)
- Field Mob - Deep Tonight
- Anthony B - Lighter (con Wyclef Jean)
- Youngbloodz - Hot Heat (con Backbone)
- Jim Crow - Flaw Boyz (con Juvenile)
- Goodie Mob - Grindin
- Jennifer López - Que Hiciste (Remix)
- E-40 - Anybody Can Get It (con Lil' Jon & David Banner)
- Lisa Lopes - Bounce (con Chamillionaire)
- Baby D - It's Going Down (con Dru)
- Colt Ford - Gangsta of Love on Ride Through the Country
- $hamrock - F tha Game Up (con S.J. Rose)
- Bizzare - Warning (con Anamul house)